# Mahathir Mohamad
Mahathir Mohamad, cunoscut și ca Dr. Mahathir Mohamad, (n. 10 iulie 1925, Alor Setar⁠(d), Kedah⁠(d), Malaysia) este un renumit politician și lider din istoria Malaysiei. S-a născut pe 10 iulie 1925 în Alor Setar, statul Kedah din Malaysia. Mahathir este una dintre cele mai influente figuri politice din istoria Malaesiei și a deținut funcția de prim-ministru de două ori: prima dată între 1981 și 2003, iar a doua oară între 2018 și 2020.
Pe parcursul mandatului său îndelungat, el a promovat modernizarea și reformele economice ale Malaysia, dar și islamul politic, contribuind la industrializarea țării și dezvoltarea tehnologică, transformând Malaysia într-o importantă forță economică în Asia. În timpul mandatului său, Mahathir a investit masiv în dezvoltarea infrastructurii, construind autostrăzi, aeroporturi, porturi și alte facilități esențiale.
Mahathir a implementat politica Look East, încurajând studenții malaezieni să călătorească și să studieze în țări precum Japonia și Coreea de Sud. Acest lucru a permis transferul de cunoștințe și tehnologii avansate către Malaysia, contribuind la dezvoltarea țării.
În alegerile generale din mai 2018, coaliția condusă de Mahathir a reușit să obțină o victorie surprinzătoare, învingând coaliția de guvernământ Barisan Nasional, care a condus țara timp de peste 60 de ani. Mahathir a revenit în funcția de prim-ministru al Malaeziei, la vârsta de 93 de ani, după o pauză de 15 ani de la încheierea primului său mandat. După preluarea funcției, Mahathir a întreprins măsuri pentru a restabili independența instituțiilor guvernamentale și a început investigații asupra unor cazuri de corupție de înalt nivel, inclusiv cel al fostului prim-ministru Najib Razak.
În 2020, Mahathir și-a prezentat demisia ca prim-ministru. Mahathir a fost spitalizat în mai multe rânduri în timpul anilor 2021 și 2023.

## Viziuni politice

### Islamism și anti-occidentalism
Mahathir este un adept al islamului politic și un oponent al Occidentului. El a sugerat că atentatul din 11 septembrie a fost de fapt orchestrat de americani, pentru a întări islamofobia la nivel mondial.
După atacul terorist de la Nisa din 2020 și asasinarea lui Samuel Paty, Mahathir a scris pe blogul său că, deși crimele respective sunt greșite și împotriva Islamului, musulmanii au dreptul de a fi supărați și chiar de a ucide francezi, din cauza colonialismului francez din trecut asupra musulmanilor. Ulterior a susținut că declarația sa a fost scoasă din context.

### Atitudinea față de evrei
Un oponent convins al statului Israel, Mahathir a fost acuzat de mai multe ori de antisemitism, de-a lungul carierei sale.
În 1994, a interzis difuzarea filmului Lista lui Schindler, motivând că ar fi propagandă anti-germană, pro-evreiască și pro-sionistă.
Mahathir a declarat de mai multe ori că "evreii conduc lumea și vor să distrugă lumea musulmană". În 2012 a declarat că este "mândru să fie catalogat ca antisemit". În 2018, într-un interviu BBC, el a negat Holocaustul.
Mahathir s-a apărat de acuzațiile de antisemitism prin invocarea libertății de exprimare și declarând că are prieteni evrei, "diferiți de restul evreilor, și de aceea sunt prietenii lui".